# Cerambyx welensii
Cerambyx welensii ist ein Käfer aus der Familie der Bockkäfer (Cerambycidae) und der Unterfamilie Cerambycinae. Die Aufteilung in Unterarten ist umstritten. Der im Mittelmeergebiet und Teilen Asiens heimische Käfer sieht dem Großen Eichenbock (Heldbock, Cerambyx cerdo) sehr ähnlich und gehört mit einer Länge von bis 65 Millimetern mit diesem zu den größten Käfern Europas.
Der Käfer wird in den Roten Listen als potentiell gefährdet (near threatened) geführt.
In der Slowakei ist er so selten, dass bereits das bloße Absammeln von Imagines zu seinem Aussterben führen kann.
| | |
| Abb. 1: Vergleich Umrisse von Großem Eichenbock (C.c.) und Cerambyx welensii (C.w.) links Weibchen, rechts Männchen, Schwarzweißfotos | Abb. 2: Behaarung (C.w.) (gleicher Maßstab) A: Halsschild B: Flügeldecke C: Bauch                                |
| | |
| Abb. 3: Kopf von oben rot getönt: 1. Fühlerglied blau getönt: Auge grün getönt: Längsfurche gelb getönt: Quereindruck                 | Abb. 4: Ausschnitt Fühler 1,3: 1. 3. Fühlerglied roter Hilfskreis zum Vergleich Breite/Länge des 2. Fühlerglieds |
| | |
| Abb. 5: Tarsus Hinterbein von unten Pfeilspitze auf Rinne im ersten Tarsenglied                                                       | Abb. 6: Spitze der rech- ten Flügeldecke, Pfeil auf Dorn am Ende der Flügeldeckennaht                            |

## Bemerkungen zum Namen
Der Käfer wurde erstmals 1832 unter dem Namen Cerambyx velutinus von Brullé vom Süden des Peloponnes beschrieben. Die Namenskombination 'velutinus' mit 'Cerambyx' hatte jedoch Fabricius bereits 1793 für eine andere Bockkäferart aus Amerika benutzt. Der Name war also präokupiert und die Benennung ungültig, obwohl sie lange in Gebrauch war. Die Art wurde ein weiteres Mal von Küster 1845 unter dem Namen Hammaticherus Welensii aus der Gegend von Triest beschrieben. Deswegen ist der Artname der Käferart welensii. Während welensii einen Koleopterologen ehrt, weist velutinus auf die feine, samtartige Behaarung hin. Der Name der Gattung Cerambyx, der der Käfer heute zugeordnet wird, ist von altgr. κεράμβυξ (kerámbyx) abgeleitet. So wurden Käfer mit langen Fühlern benannt.

## Merkmale des Käfers
Der Käfer sieht dem Großen Eichenbock (Heldbock) ziemlich ähnlich (Abb. 1). Die  Körpergröße schwankt stark. Kümmerformen erreichen nur eine Länge von rund 2,5 Zentimeter lang, stattliche Exemplare können über 6,5 Zentimeter lang werden. Durchschnittlich ist Cerambyx welensii noch etwas größer als der Heldbock. Der Käfer ist dunkelbraun und wirkt wegen der kurzen grauen Behaarung nur matt glänzend (Abb. 2a,b). An den Beinen ist die  Behaarung länger und rötlich.
Der Kopf ist geneigt. Zwischen den Fühlern ist eine pfeilförmig sich nach vorn verengende Furche (in Abb. 3 grün getönt) ausgebildet. Davor ist der Kopf tief quer eingedrückt (in Abb. 3 gelb getönt). Die elfgliedrigen Fühler sind beim Männchen deutlich länger als der Käfer, das letzte Fühlerglied ist das längste. Beim Weibchen erreichen die Fühler die hintere Hälfte der Flügeldecken, das letzte Fühlerglied ist nicht das längste. In beiden Geschlechtern ist das kleine zweite Fühlerglied nicht schmal ringförmig wie bei den meisten Arten der Gattung, sondern wie auch beim Großen Eichenbock etwa gleich breit wie zumindest am Innenrand lang (Abb. 4). Die Fühler sind sehr fein behaart. Die Oberlippe ist breit, den vorderen Teil des Kopfes einnehmend, am Vorderrand lang steif behaart und tief ausgerandet. Die Oberkiefer sind kurz und breit, dreieckig mit scharfer Spitze. Die Unterkiefer sind zweilappig und vorstehend. Die Kiefertaster sind viergliedrig, die Lippentaster dreigliedrig, ihre Endglieder jeweils abgestutzt. Die nierenförmigen Augen sind seitlich und oben gelegen und umfassen die Fühlereinlenkung von hinten.
Der Halsschild ist sehr stark und unregelmäßig höckerartig gerunzelt und zerfurcht. Der Vorderrand ist breit abgesetzt mit mehreren feinen Querfalten und außen mit gelben Wimperhaaren besetzt. Auch der Hinterrand ist mit deutlichen Querfalten abgesetzt und nach außen mit gelben Wimperhaaren besetzt. Die Seiten sind wenig verbreitert, in der Mitte ist eine dornartige Erhebung ausgebildet, davor ein etwas niederer Höcker. Der Halsschild ist unregelmäßig behaart (Abb. 2 A).
Das Schildchen ist fast herzförmig dreieckig, mit feiner Mittellinie versehen und gelblich pubeszent behaart.
Die flach gewölbten Flügeldecken verschmälern sich bei Männchen und Weibchen nach hinten kaum, weniger stark als beim Heldbock (Abb. 1). Die Flügeldecken enden einzeln konvex abgerundet (Abb. 6). Die Flügeldecken sind schwach runzelig und fein behaart (Abb. 2 B). Drei flache Längsrippen sind angedeutet, wovon die innerste bereits im ersten Drittel die Flügeldeckennaht erreicht. Die Flügeldeckennaht läuft in einen kleinen spitzen Dorn aus (Pfeilspitze in Abb. 6). Beim Weibchen ragt das Aftersegment über die Flügeldecken hinaus.
Die Tarsen sind alle fünfgliedrig, wobei das vierte Tarsenglied sehr klein zwischen den Lappen des dritten Tarsenglieds das Klauenglied an der Basis umschließt. Deswegen werden die Tarsen auch pseudoviergliedrig genannt. Am Hinterbein ist nur das 1. Tarsenglied auf der Unterseite gefurcht (Abb. 5, Pfeilspitze auf Furche), während sich beim Heldbock die Furche über die beiden ersten Tarsenglieder erstreckt. Im Bereich der Rinne befinden sich keine Hafthaare, während die restliche Sohle der Tarsen mit einem dichten Teppich von Hafthaaren bedeckt ist.
Der Hinterleib ist sehr fein und dicht anliegend behaart (Abb. 2 C). Er erscheint deswegen von der Seite betrachtet ganz matt.

## Larve
Die Larven von Cerambyx welensii entwickeln sich eher im oberen Stammbereich und in starken Ästen, die Larven von Cerambyx cerdo eher am Fuß der Stämme und in den dicken Wurzeln am Boden.

## Biologie
Man findet die Käfer an trockenwarmen Standorten am Rand von Eichenwäldern, in Baumsteppen, oder an einzeln stehenden Eichen. Häufig sitzen sie an Stellen, an denen die Eichen bluten. Sie können auch in Fallen mit Lockflüssigkeit gefangen werden. Als Lockflüssigkeit wird eine Mischung verwendet, die aus zwei Litern Rotwein, 100 Milliliter Essig, jeweils 0, 5 Kilogramm Zucker und Salz, mit Wasser auf fünf Liter aufgefüllt, besteht. Außerdem wird der Käfer vom Licht angelockt.
Die Larven entwickeln sich unter der Rinde von Eichen, wo sie im ersten Larvenstadium breite Gänge anlegen. Später dringen sie ins Holz ein, wo sie sich auch verpuppen. Die Entwicklung dauert mindestens drei Jahre. Der Käfer überwintert als Puppe und erscheint im folgenden Frühjahr.
In Italien sind die Brutbäume gewöhnlich Quercus ilex, in Spanien Quercus suber. Man findet die Käfer aber nicht nur an verschiedenen Eichenarten, sondern auch an anderen Laubbäumen (Platanen, Johannisbrotbäume). Die dämmerungs- und nachtaktiven Imagines kommen von Mai bis August vor, ihr Aktivitätsmaximum liegt im Juni/Juli. Tagsüber verstecken die Käfer sich in den Löchern, aus denen sie geschlüpft sind. Obwohl der Käfer mehrere Kilometer fliegen kann, verbleibt er wie auch Cerambycix cerdo meist am Baum, in dem er sich entwickelt hat.
In Spanien wurden die beiden verwandten Arten, bei denen auch Hybridbildung beobachtet wurden, in der Natur bezüglich ihrer ökologischen Ansprüche verglichen. Dabei wurden überwiegend nur graduelle Unterschiede festgestellt. So fing man Cerambyx cerdo am häufigsten an der Steineiche, Cerambyx welensii am häufigsten an der Korkeiche. Auffallend war die Abhängigkeit vom Stammdurchmesser, bei Cerambyx welensii nahm die Häufigkeit bei größeren und älteren Eichen zu, um bei ausgewachsenen Eichen sein Maximum zu erreichen. Dagegen fand man Cerambyx cerdo häufiger bei jüngeren Bäumen. Bezüglich der Dichte der Wirtspflanzen ergab sich, dass Cerambyx welensii am häufigsten bei 40 Bäumen pro Hektar vorkam, Cerambyx cerdo dagegen war bei einer Dichte von 70 Bäumen pro Hektar am häufigsten. Zunehmende Verbuschung zwischen den Eichen  wirkte sich bei Cerambyx cerdo positiv auf die Häufigkeit auf, bei Cerambyx welensii dagegen negativ. Insgesamt ist Cerambyx welensii wärmeliebender als Cerambyx cerdo.
Unter Laborbedingungen (20 °C, 50 % Feuchtigkeit) legten die Weibchen durchschnittlich 132 Eier in 44 Tagen bei einer Gesamtlebenszeit von durchschnittlich siebzig Tagen. Dabei paarten sie sich durchschnittlich über zwanzig Mal mit verschiedenen Männchen. Die Eier waren etwas über vier Millimeter lang und hatten ein Volumen von durchschnittlich 8,14 Kubikmillimeter. Größere Weibchen legten größere, aber weniger Eier als kleine. Die Larven schlüpften nach knapp zwei Wochen. Männchen paarten sich etwa dreißig Mal mit verschiedenen Weibchen. Sie lebten durchschnittlich 52 Tage lang, wobei größere Männchen länger lebten. Ein Zusammenhang zwischen Größe und Langlebigkeit konnte bei den Weibchen nicht beobachtet werden.

## Verbreitung
Der Käfer ist von Spanien bis in den Iran verbreitet (Albanien, Aserbaidschan, Bosnien und Herzegowina, Bulgarien, Frankreich, Georgien, Griechenland, Iran, Italien, Kroatien, Montenegro, Portugal, Rumänien, Serbien, Slowakei, Slowenien, Spanien, Türkei, Ukraine,  Ungarn, Zypern).